# María José Lubertino
María José Lubertino (sinh ngày 13 tháng 10 năm 1959) là một luật sư và chính trị gia người Argentina. Bà đã làm việc trong các phong trào xã hội khác nhau, với tư cách là một nhà nữ quyền trong phong trào phụ nữ và các tổ chức nhân quyền, v.v... Bà bắt đầu sự nghiệp chính trị của mình trong Liên minh công dân cấp tiến (UCR) từ năm 1982 cho đến khi Liên minh bổ nhiệm Lopez Murphy làm bộ trưởng, và từ năm 2003 đến nay tại Espacio Abierto, tham gia Mặt trận Chiến thắng trong cuộc bầu cử năm 2009. Kể từ tháng 11 năm 2013, Lubertino là thành viên của Ủy ban Quốc gia của Broad Front.

## Sự nghiệp

### Bắt đầu
María José Lubertino là một luật sư tốt nghiệp với bằng danh dự của Đại học Công giáo Argentina năm 1983. Năm 1989, bà lấy bằng thạc sĩ Khoa học xã hội với chuyên ngành Khoa học chính trị tại Viện Khoa học xã hội Mỹ Latinh (FLACSO). Hiện tại cô là một giáo sư thường xuyên tại Trường Luật của Đại học Buenos Aires (UBA), và chiếm Ciclo Básico Común ghế của Nguyên tắc của Luật Mỹ Latin - trong đó Lubertino là một profesora titular - Nhân quyền, và một thành viên của Khoa Luật Dân sự.

### Hoạt động UCR
Lubertino bắt đầu hoạt động chính trị vào năm 1982, chiếm tất cả các vị trí trong Radical Youth of Argentina và UCR. Bà là một nhà tư vấn trong Hạ viện, tại Thượng viện bà thuộc Bộ Giáo dục, và Giám đốc Thanh niên của Thành phố Buenos Aires trong thời chính quyền Raúl Alfonsín. Năm 1996, Lubertino được UCR chính thức bầu chọn khi Thành phố Buenos Aires xây dựng Hiến pháp và đóng góp cho 42 dự án. Là đại diện của UCR, bà là phó chủ tịch của Ủy ban Biên tập và là thành viên của Quyền và Bảo đảm và Hoa hồng Chính sách đặc biệt. Lubertino nổi tiếng với công chúng khi bà cho con trai mới sinh của mình bú trong phòng họp.
Ngoài việc là thành viên của Thành phố Buenos Aires cho UCR, trong cuộc bầu cử tháng 10 năm 1999, Lubertino còn là ứng cử viên cho chức vụ Phó tổng thống tại Buenos Aires, trong danh sách của Liên minh.
Lubertino xếp thứ năm trong danh sách ứng cử viên của Liên minh, nhưng được hoãn lại để ủng hộ Rafael Martínez Raymonda. Bà đã nộp đơn khiếu nại, và thẩm phán bầu cử liên bang María Romilda Servini đã ra lệnh rằng Lubertino sẽ được phục hồi vị trí trước đây. Tuy nhiên, phòng phán quyết chống lại Lubertino, hoãn tư cách thành viên của bà với tư cách là một Phó Văn phòng Quốc gia.
Trong chính phủ Liên minh, Lubertino hợp tác với Rodolfo Terragno trong Văn phòng Bộ trưởng Nội các, và sau đó là Chủ tịch Ủy ban ba bên về Bình đẳng cơ hội và làm việc với Bộ Lao động.
Năm 2002, bà tham gia chương trình El candato de la gente (Ứng cử viên Nhân dân) tìm kiếm những nhân vật chính trị mới.
Năm 2003, Lubertino giữ một ghế trong Quốc hội với tư cách là một người độc lập trong khối xã hội chủ nghĩa, với ông chủ khối của bà là Jorge Rivas. Giữ cương vị phó này, bà đã đệ trình hơn 45 điều luật mới trong thời gian sáu tháng